# العلاقات الأمريكية الفلسطينية
لا تعترف الولايات المتحدة الأمريكية بدولة فلسطين، ولا توجد علاقات دبلوماسية تربطها معها. بعد إغلاق البعثة الفلسطينية في شهر أكتوبر من عام 2018، لم يعد لفلسطين أي تمثيل دبلوماسي في الولايات المتحدة الأمريكية، وانتهت بذلك العلاقات التي تربط الحكومة الأمريكية بمنظمة التحرير الفلسطينية بصفتها الممثل المعتَرف به للشعب الفلسطيني منذ سبعينيات القرن العشرين. لا تمتلك الحكومة الأمريكية أي مكتب تمثيل رسمي داخل مناطق السلطة الوطنية الفلسطينية. أنشأت الولايات المتحدة الأمريكية قسمًا للشؤون الفلسطينية داخل سفارة الولايات المتحدة في القدس للتعامل مع السلطة الوطنية الفلسطينية، إلا أنّ فلسطين رفضت التعاون مع هذا القسم بشكل خاص، ومع الولايات المتحدة بشكل عام.

## العلاقات الأمريكية الفلسطينية قبل عام 1988
لم تحظَ منظمة التحرير الفلسطينية، في الوقت الذي تأسست فيه عام 1964، بأي اهتمام رسمي من حكومة الولايات المتحدة. ومع ذلك، شُيّد مكتب إعلامي غير رسمي تابع لمنظمة التحرير الفلسطينية في نيويورك بإدارة سادات حسن، الذي شغل منصب المندوب الدائم لليمن في الأمم المتحدة.
بدأت خطط الولايات المتحدة بإنشاء دولة فلسطينية في الضفة الغربية وقطاع غزة في شهر يونيو من عام 1967، مباشرة بعد حرب الأيام الستة. بالتوازي مع هذا التخطيط، بدأ العديد من المسؤولين الأمريكيين بالتفكير بإقحام مختلف الجماعات الفلسطينية المشاركة في العملية الدبلوماسية في تسوية من نوع ما. مع ذلك، لم تُتخذ أية خطوات فعلية في هذا الصدد، إذ عارض مجلس الأمن القومي برئاسة هنري كيسنجر تلك الإجراءات.
قبل حرب أكتوبر عام 1973، اعتبرت الحكومة الأمريكية منظمةَ التحرير الفلسطينية بقيادة ياسر عرفات منظمةً إرهابية، ونتيجة لذلك، لم تدعم الطموحات الفلسطينية في الأمم المتحدة. أمرت وزارة الخارجية جميع الدبلوماسيين الأمريكيين -بشكل صريح- بعدم إجراء أي اتصالات مع عرفات أو مع أي ممثل ينوب عنه. بدأ مسؤولو وزارة الخارجية الأمريكية، على الرغم من نظرتهم السلبية تجاه منظمة التحرير الفلسطينية، يرون في العامل الفلسطيني حاسمًا -بما فيه الكفاية- ليؤخذ في عين الاعتبار عند التوسط للوصول إلى اتفاق إسرائيلي أردني بشأن الضفة الغربية. على الرغم من النظرة السلبية تجاه منظمة التحرير الفلسطينية، لم تمتنع أجهزة الاستخبارات عن إجراء اتصالات سرية معها. في بداية شهر أكتوبر من عام 1970، سلم مسؤول كبير في حركة فتح وكالةَ الاستخبارات المركزية رسالة تفيد باستعداد عرفات للاعتراف بدولة إسرائيل مقابل دعم الولايات المتحدة قيام دولة فلسطينية. حققت هذه الاتصالات السرية بعض النتائج الملموسة بعد حرب أكتوبر. في 3 نوفمبر من عام 1973، عُقِد اجتماع سري في المغرب بين مدير وكالة الاستخبارات المركزية، فيرنون والترز، والرجل الثاني في منظمة التحرير الفلسطينية حينها، خالد الحسن. ناقش الاثنان إمكانية زجّ منظمة التحرير الفلسطينية في عملية السلام. على الرغم من عدم الوصول إلى اتفاق ملموس خلاله، لكن، تمكن الاجتماع من كبح هجمات حركة فتح على المواقع الأمريكية.

بدأت بعض الدوائر التابعة لوزارة الخارجية الأمريكية، منذ عام 1974، بدراسةِ قبول منظمة التحرير الفلسطينية كشريكٍ في عملية السلام في الشرق الأوسط. تحدث السفير الأمريكي في مصر، هيرمان إيلتس، في شهر يونيو من عام 1974، عن رغبة رئيس منظمة التحرير الفلسطينية حينها، ياسر عرفات، بالبحث عن طريقة لزج المنظمة في عملية السلام. أشار الرئيس الأمريكي حينها، جيرالد فورد، إلى هذا الاحتمال في مؤتمر الصحفي في 29 أكتوبر من عام 1974. أدلى فورد، في مؤتمر صحفي آخر في 14 نوفمبر من عام 1974، ببيان غير ملزم حول موقف الولايات المتحدة من منظمة التحرير الفلسطينية، قال فيه:
«أعلن الإسرائيليون بأنهم لن يتفاوضوا مع منظمة التحرير الفلسطينية. نحن لسنا طرفًا في أي مفاوضات. أعتقد أنه يجب علينا أن ندع الأطراف المعنية في القضية تحدد من سيشارك في المفاوضات».

## قائمة سفراءمنظمة التحرير الفلسطينية
- حاتم حسيني 1978-1982
- حسن عبد الرحمن 1982-1991
- أنيس البرغوثي 1991-1993
- حسن عبد الرحمن (للمرة الثانية) 1993-2005
- عفيف صافية 2005-2008
- نبيل أبو زنيد (قائم بالأعمال) 2008-2009
- معن راشد عريقات 2009–2017
- حسام زملط 2017 – 2018، ألغت الولايات المتحدة إقامة السفير الفلسطيني وأغلقت الحسابات المصرفية لمنظمة التحرير الفلسطينية.[14]

## جائحة كوفيد 19
في 24 أغسطس 2021، أعلنت وزيرة الصحة الفلسطينية مي الكيلة أن وزارة الصحة الفلسطينية تسلمت حوالي 500 ألف جرعة من لقاح موديرنا عبر مبادرة الوصول العالمي للقاحات كوفيد 19(كوفاكس) قُدمت من الولايات المتحدة.

## العقوبات الأمريكية
في 31 يوليو 2025، أعلنت وزارة الخارجية الأمريكية عن فرضها عقوبات على أعضاء في منظمة التحرير الفلسطينية ومسؤولين في السلطة الفلسطينية لعدم امتثالهم لالتزامات يموجب قوانين مُقرة سابقًا عامي 1989 و2002. شملت العقوبات منع منح تأشيرات دخول المسؤولين الفلسطينيين إلى الولايات المتحدة.